# Raymond James Stadium
Raymond James Stadium, också känd som "Ray Jay", är en multievenemangsarena i Tampa, Florida. Arenan tar in 65 618 åskådare men det går att addera tillfälliga platser för specifika event och då kommer man upp i 75 000 platser.

## Bilder

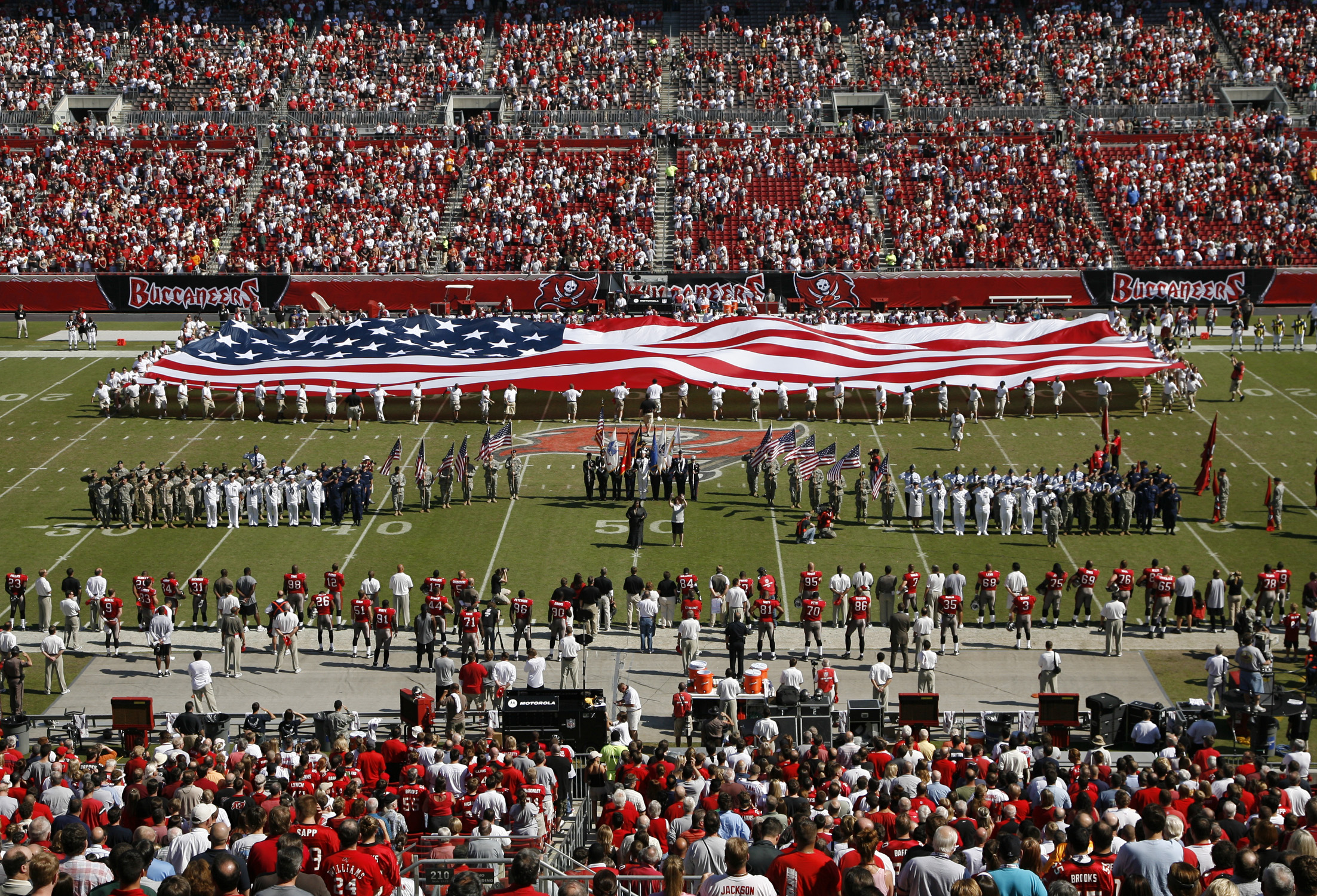
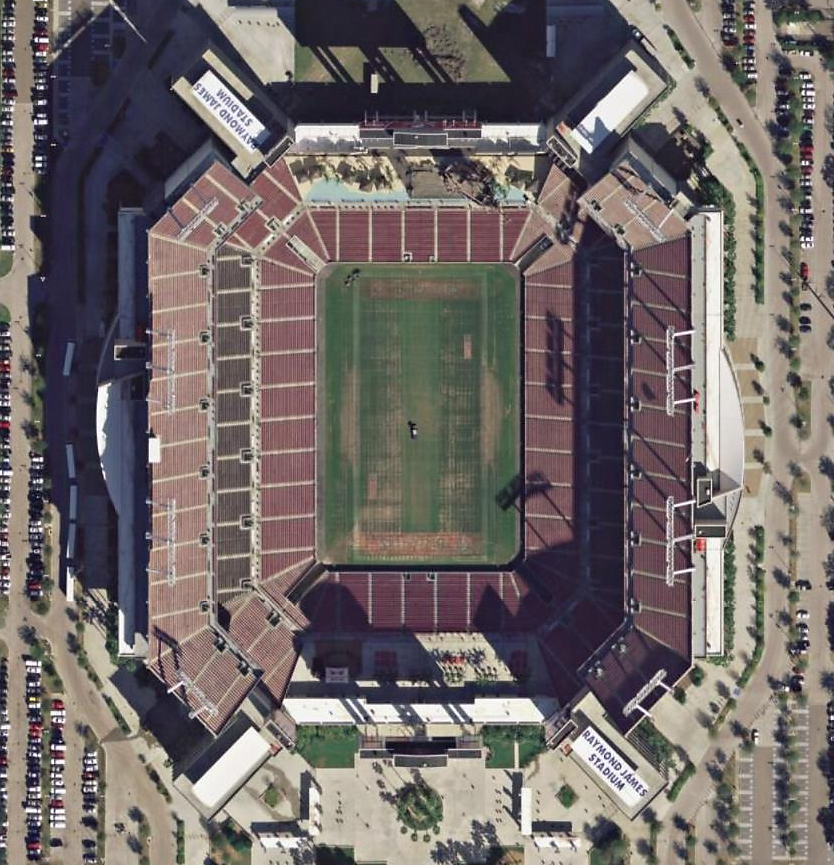
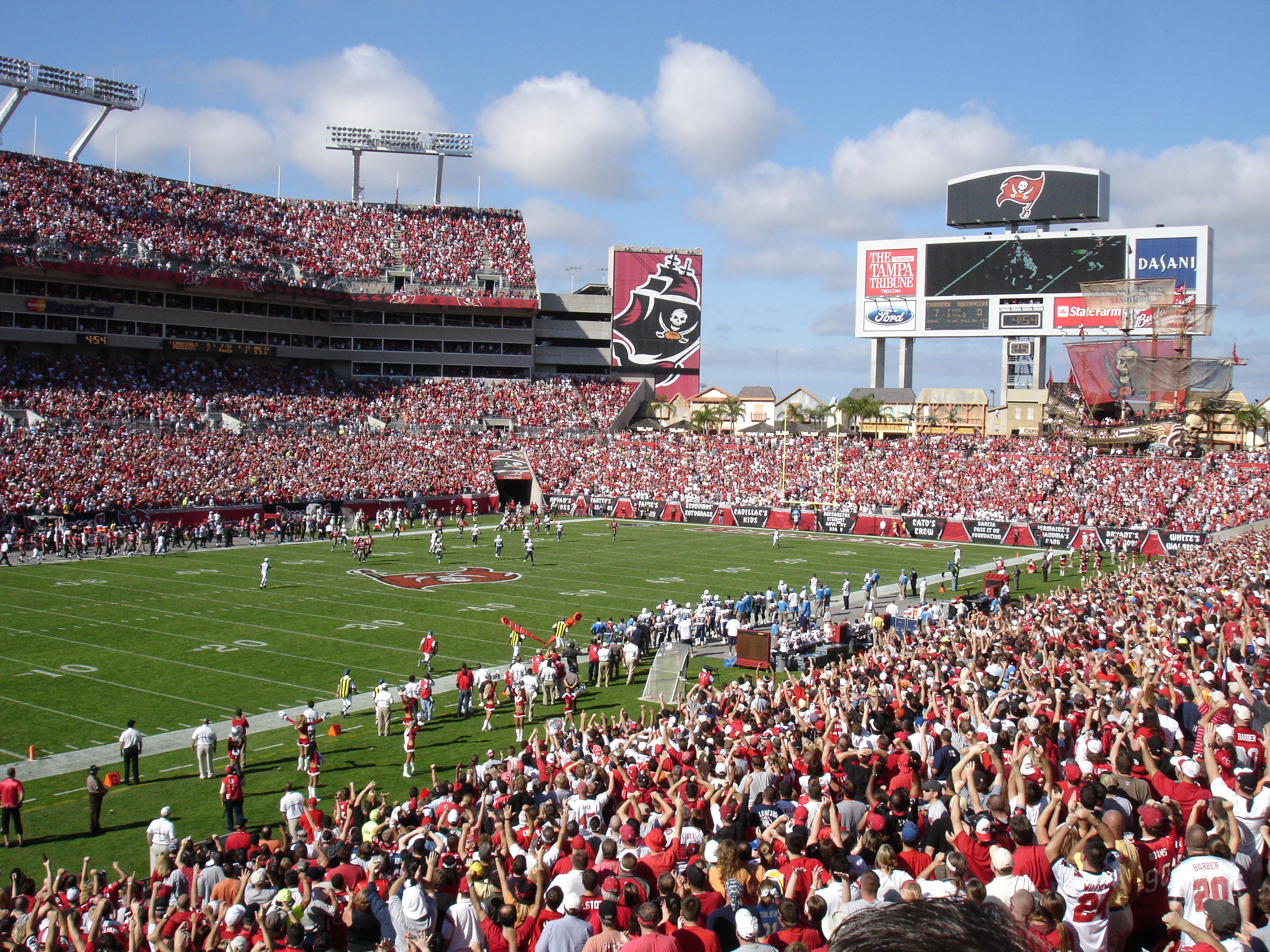
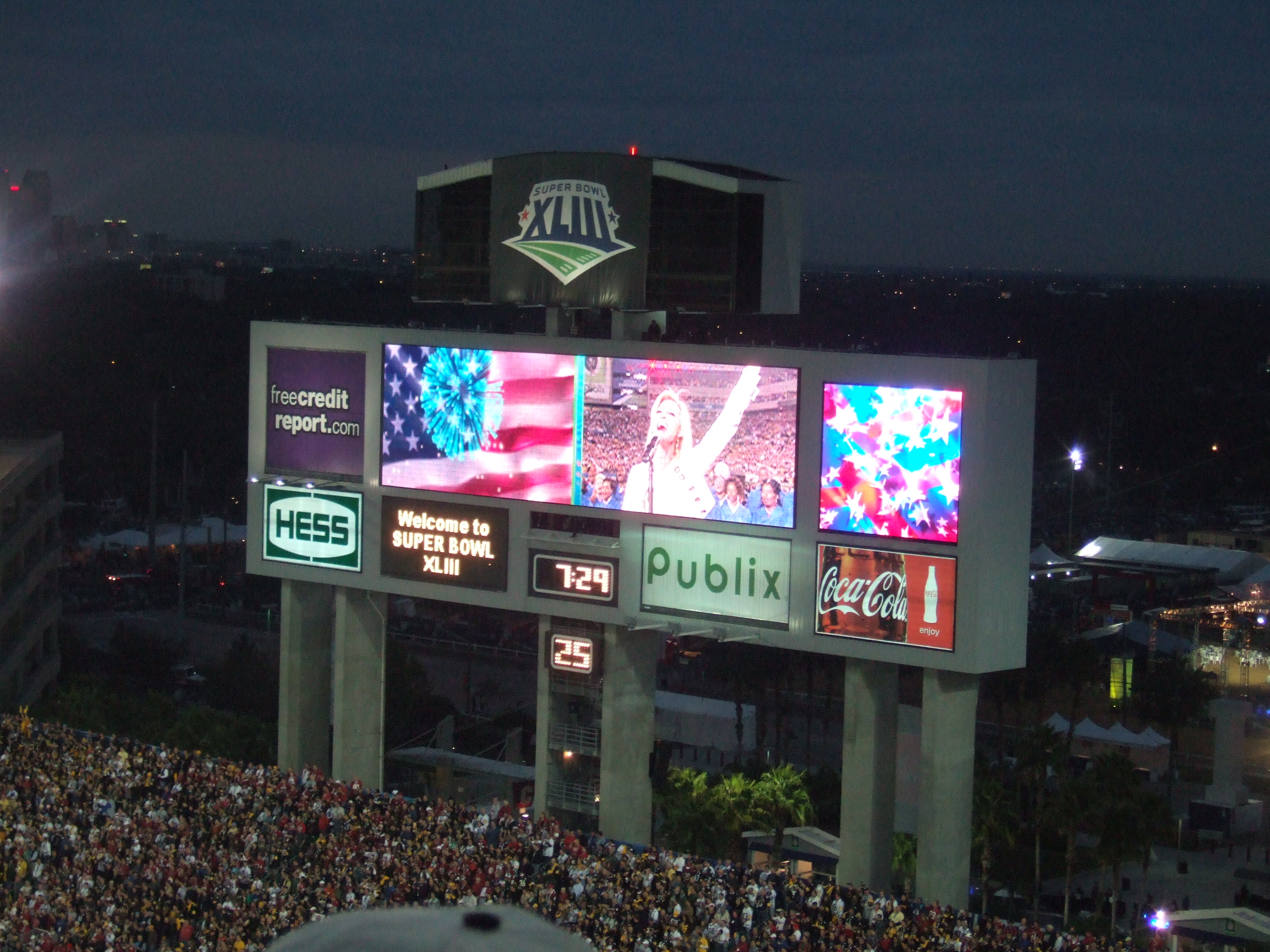

### Fotnoter
1. ↑  ”U2 fans line up before dawn at Ray Jay Stadium”. Arkiverad från originalet den 7 juni 2011. https://web.archive.org/web/20110607190129/http://www.tampabay.com/features/music/u2-fans-line-up-before-dawn-at-ray-jay-stadium/1042679. Läst 12 januari 2021.